# Marit Bjørgen
Marit Bjørgen, née le 21 mars 1980 à Trondheim, est une fondeuse norvégienne.
Par son palmarès, elle est la meilleure fondeuse de l'histoire. Avec quinze médailles olympiques dont huit titres en 2010, 2014 et 2018, elle est l'athlète la plus couronnée des Jeux olympiques d'hiver, au total des médailles tous sexes confondus, et avec huit médailles d'or, elle égale les totaux record de ses compatriotes Ole Einar Bjørndalen en biathlon et Bjørn Dæhlie en ski de fond.
Marit Bjørgen compte également à son palmarès vingt-six médailles aux Championnats du monde dont dix-huit titres entre 2001 et 2017, et quatre gros globes de cristal en 2005, 2006, 2012 et 2015. En Coupe du monde, elle compte 184 podiums individuels dont 114 victoires depuis 2003 (en comptant les étapes des différents tours), ce qui constitue le record des disciplines disputées sous l'égide de la Fédération internationale de ski. Il s'agit également de la fondeuse avec le plus grand nombre de victoires en sprint avec trente succès. Elle a fini par remporter le Tour de ski en 2015, avec ce trophée, elle a quasiment tout remporté en ski de fond. Elle annonce sa décision de prendre sa retraite sportive à 38 ans, le 6 avril 2018.

## Carrière

### Les débuts
Sa première apparition chez les juniors au niveau international a lieu au Festival olympique de la jeunesse en 1997, remportant la médaille de bronze du 7,5 kilomètres classique.
En mars 1999, elle termine à la huitième place du cinq kilomètres classique des Championnats du monde junior disputés à Saalfelden.
Lors de la saison suivante, elle fait ses débuts en Coupe du monde à Engelberg sur une épreuve de sprint, terminant trente-neuvième. Elle dispute également les épreuves de Garmisch-Partenkirchen et Kitzbuehel. Lors des championnats du monde juniors, elle termine trente-septième du cinq kilomètres et vingt-et-unième du sprint. Elle dispute encore deux épreuves de Coupe du monde, à Oslo, terminant quarante-sixième du sprint et quarante-deuxième du trente kilomètres classique.
En 2000-2001, elle obtient ses premiers podiums sur des courses FIS, avec une troisième et une deuxième place à Lillehammer, puis une première victoire à Beitostølen. En parallèle, elle continue d'évoluer en Coupe du monde, où il marque ses premiers points à Engelberg (17e du sprint). Elle dispute ses premiers championnats du monde, à Lahti, où elle termine dix-neuvième du dix kilomètres poursuite, et vingt-quatrième du dix kilomètres classique.
En 2002, elle obtient des résultats similaires en Coupe du monde, mais reçoit sa première sélection pour des Jeux olympiques à Salt Lake City, où elle remporte la médaille d'argent sur le relais avec Bente Skari, Hilde Gjermundshaug Pedersen et Anita Moen. Elle finit aussi quatorzième du trente kilomètres.
Au relais de Falun, elle obtient aussi une deuxième place et ainsi son premier podium en Coupe du monde.

### Premiers succès en sprint
Elle remporte sa première victoire en Coupe du monde lors de la première course de la saison 2002-2003, lors du sprint libre de Düsseldorf. Sa deuxième victoire est également obtenue sur une course disputée selon ce format, à Clusone. Lors de l'étape suivante disputée à Cogne, elle obtient un premier résultat probant sur les courses de distances avec une cinquième place de la course en ligne sur quinze kilomètres classique, puis obtient son troisième podium avec une deuxième place en sprint classique. Elle obtient un nouveau podium à Ramsau avec une deuxième place sur la poursuite 2 × 5 kilomètres derrière sa compatriote Bente Skari. Elle remporte une troisième victoire en s'imposant sur le sprint classique de Reit im Winkl.
Lors des Mondiaux de Val di Fiemme, elle remporte son premier titre mondial en s'imposant devant l'Allemande Claudia Künzel et sa compatriote Hilde Gjermundshaug Pedersen. Elle fait également partie du relais norvégien, avec Anita Moen, Hilde G. Pedersen et Vibeke Skofterud qui remporte la médaille d'argent, devancé par l'Allemagne.
Après les championnats du monde, elle termine une nouvelle fois sur un podium, à Borlänge lors du sprint libre. Cela lui permet de remporter la Coupe du monde de sprint devant Bente Skari. Cette dernière remporte le classement général de la Coupe du monde, où Marit Bjørgen termine au sixième rang.
Après plusieurs victoires en équipe, relais ou Team sprint. Elle remporte sa première victoire individuelle de la Coupe du monde 2003-2004 sur le sprint classique de Val di Fiemme, puis à Nove Mesto sur le sprint libre et le sprint classique de Stockholm. Troisième d'un dix kilomètres classique à Umea, elle remporte tous les sprints jusqu'à la fin de la saison : libre à Trondheim et classique à Drammen, puis libre à Lahti et Pragelato. Avec 745 points, elle remporte la Coupe du monde de sprint, terminant deuxième du classement général avec 1 139 points derrière l'Italienne Gabriella Paruzzi.

### Domination en Coupe du monde
Elle entame la saison 2004-2005 par quatre victoires lors des quatre courses qu'elle dispute, un sprint, un sprint par équipe, un dix kilomètres classique et un relais. Après une quatrième puis une troisième place, elle enchaîne par trois nouvelles victoires, un sprint, un sprint par équipe et une poursuite. Elle obtient encore cinq podiums en cinq courses, dont trois victoires, puis une autre deuxième place avant de disputer les Championnats du monde 2005 d'Oberstdorf.
Lors de ceux-ci, elle est éliminée dès les qualifications lors du sprint. Elle termine ensuite troisième du dix kilomètres libre, course remportée par la Tchèque Kateřina Neumannová. Lors de la poursuite, elle est devancée par la Russe Julija Tchepalova. Après ses deux médailles individuelles, elle s'avère décisive dans la victoire de l'équipe norvégienne, également composée de Vibeke Skofterud, Hilde Pedersen et Kristin Størmer Steira, dans la course du relais, 2 × 5 kilomètres en classique puis 2 × 5 kilomètres en libre. Sa dernière rivale pour la victoire, la Russe Julija Tchepalova, est lâchée lors de la dernière côte à neuf cent mètres de l'arrivée. Lors du sprint par équipe, course qui figure pour la première fois au programme de mondiaux, elle concourt avec Hilde Gjermundshaug Pedersen et s'impose devant la Finlande et la Russie. Elle remporte enfin un titre mondial lors de ces mondiaux en s'imposant sur le trente kilomètres classique départ en ligne, en devançant la Finlandaise Virpi Kuitunen et la Russe Natalia Baranova-Masolkina.
Peu après ces championnats, elle est assurée de remporter le classement général de la Coupe du monde après une course à Lahti où elle absente car elle est alors souffrante : l'Estonienne Kristina Šmigun, septième, ne peut désormais alors plus la rejoindre. Cette victoire s'explique en partie par sa domination sur le sprint, où elle remporte le globe de spécialité avec cinq victoires. Elle remporte également la Coupe du monde de distance en devançant Kateřina Neumannová. Elle remporte encore trois victoires durant cette fin de saison, dont le trente kilomètres classique disputé à Oslo.

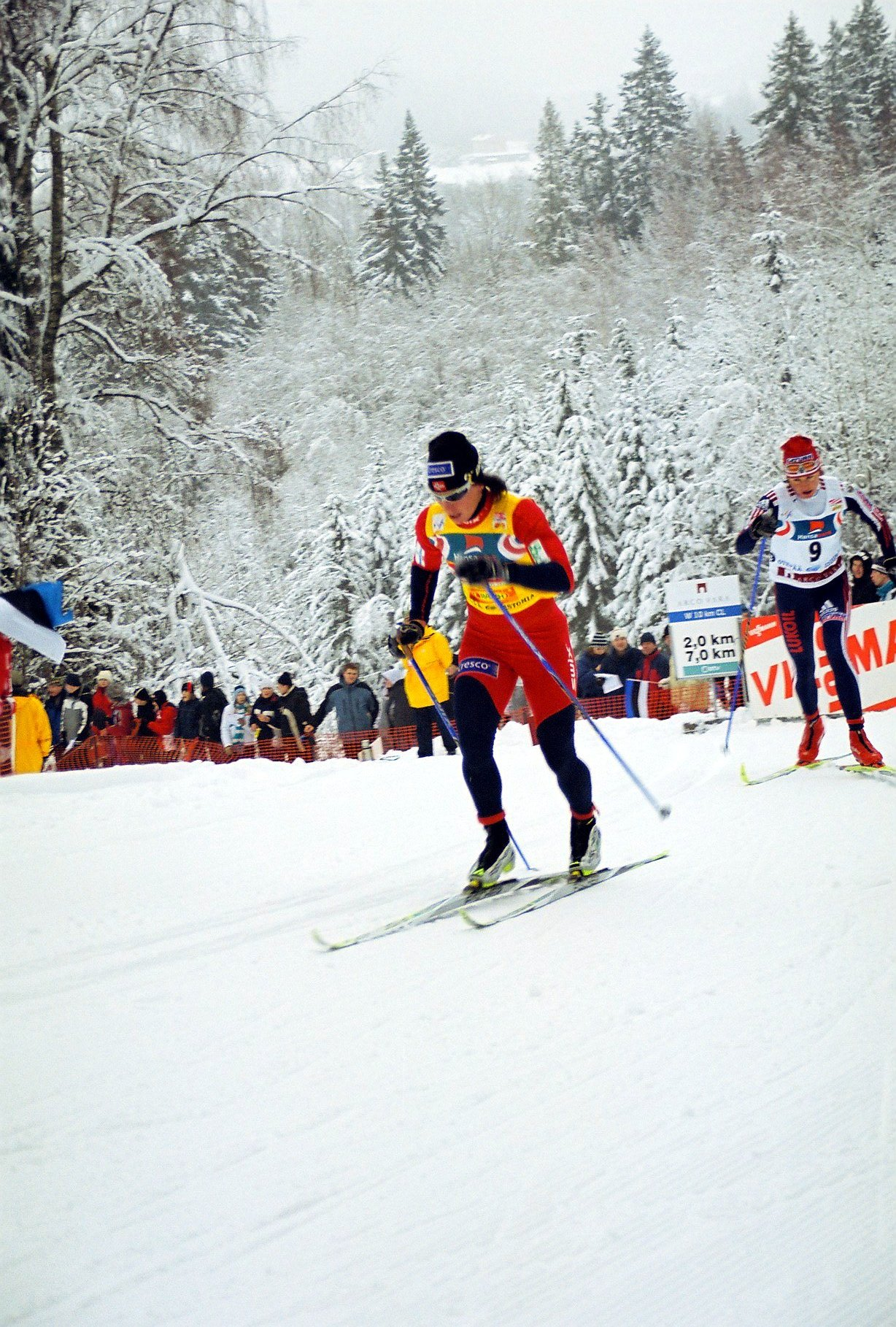
Marit Bjørgen en janvier 2006.

Marit Bjørgen domine le début de la saison suivante, en remportant les cinq premières courses de la Coupe du monde, un sprint, un sprint par équipes, deux dix kilomètres classique et un relais. Après une quatrième place, elle remporte encore une poursuite, à Vernon. Son seul podium lors d'un course individuelle avant les Jeux olympiques de Turin est une troisième place lors du quinze kilomètres libre, disputé en mass-start, derrière Neumannová et Tchepalova. Lors des Jeux, après un abandon lors de la poursuite, course remportée par l'Estonienne Kristina Šmigun, en raison de maux à l'estomac, elle remporte la médaille d'argent du dix kilomètres classique, terminant à 21,3 secondes de Kristina Šmigun, sa compatriote Hilde G Pedersen obtenant la médaille de bronze. Elle termine cinquième avec le relais norvégien puis dix-huitième du sprint. Elle ne dispute pas le trente kilomètres, toujours gênée par ses problèmes d'estomac. Lors des sept dernières courses individuelles de Coupe du monde, elle termine trois fois sur podium, victoire sur le quarante-cinq kilomètres de Mora,, deuxième et victoire sur des sprints libres. Elle remporte la Coupe du monde de sprint avec 394 points, et termine quatrième du classement des courses de distances, remportant le classement général avec 1 036 points, devant la Canadienne Beckie Scott.

### Période creuse
En 2006-2007, elle remporte la première épreuve de sprint de la saison en s'imposant à Duesseldorf devant la Russe Natalia Matveeva, remportant également le lendemain l'épreuve de sprint par équipe avec Ella Gjoemle. Sa troisième victoire de la saison a lieu à Gaellivare où remporte le relais avec l'équipe norvégienne après une troisième place la veille lors du dix kilomètres libre. À Kuusamo, elle termine deux fois sur le podium, lors du sprint classique avec une deuxième place et sur le dix kilomètres classique avec une troisième place.
Après une victoire lors de la première course du Tour de ski 2006-2007, elle craque lors de la deuxième course, terminant vingt-cinquième, abandonnant la première position du classement général au profit de sa compatriote Kristin Steira. Après une onzième place d'un dix kilomètres classique, elle termine deuxième d'un sprint, puis troisième d'un quinze kilomètres course en ligne. Malgré un seizième temps lors de la dernière course, un dix kilomètres disputé sous la forme d'une poursuite et se terminant par une montée d'une piste de ski alpin, l'Alpe Cermis, elle termine deuxième du classement général, derrière la Finlandaise Virpi Kuitunen.
Lors des mondiaux de Sapporo, elle se fait éliminer dès les quarts de finale du sprint, épreuve remportée par sa compatriote Astrid Jacobsen. Avec cette dernière, elle remporte la médaille de bronze du sprint par équipe. Douzième de la poursuite, puis vingt-deuxième du dix kilomètres, elle termine troisième du relais également composé de Vibeke Skofterud, Kristin Størmer Steira et Astrid Jacobsen. Lors de la dernière épreuve, un trente kilomètres classique, elle termine neuvième. Après ces mondiaux, elle obtient son seul podium individuel lors de la poursuite de Falun, dernière épreuve individuelle de la saison, où elle remporte la victoire devant Kateřina Neumannová,. Avec 941 points, elle termine deuxième du classement général de la Coupe du monde derrière Virpi Kuitunen.
Deuxième du sprint de Duesseldorf, elle remporte trois victoires avant la fin de l'année 2007, lors du dix kilomètres libre de Beitostoelen, où elle remporte une victoire avec le relais norvégien, et le dix kilomètres classiques de Kuusamo. Lors du tour de ski, elle prend la tête après la deuxième course, un dix kilomètres libre où elle termine à la troisième place, puis la conserve au terme de la course suivante avec une troisième place lors d'un sprint. Elle abandonne cette position de leader du classement après la course suivante, une poursuite, où elle termine avec le vingt-septième temps pour occuper désormais le neuvième rang du classement général. Vingtième le lendemain, elle termine ensuite vingt-et-unième lors du sprint disputé à Asiago. Elle déclare ensuite forfait lors de la course suivante. Lors de son retour sur le circuit de la Coupe du monde, elle termine septième à Otepää. Elle termine ensuite neuvième, puis remporte le Team sprint avec Astrid Jacobsen. Celle-ci la devance lors de la poursuite de Falun,. Elles font toutes les deux partie du relais norvégien qui l'emporte le lendemain, toujours à Falun. Elle ne parvient ensuite plus à terminer sur un podium de Coupe du monde. Elle termine à la onzième place du classement général.
Elle entame sa saison suivante par une deuxième et une première place à Gaellivare, respectivement sur le dix kilomètres libre, puis le relais. Elle obtient ensuite trois troisièmes place, à Kuusamo et Davos, deux dix kilomètres classique et un sprint. Sur le tour de ski, ses meilleurs résultats sont une deuxième place, lors de la poursuite en technique classique, départ avec handicap, et une troisième place lors d'un neuf kilomètres classique. Elle termine finalement dixième du classement général de ce tour. Lors des mondiaux de Liberec, elle termine neuvième du sprint, seizième du dix kilomètres, dix-neuvième de la poursuite et quatrième du relais. Sur l'ensemble de la saison, elle obtient cinq podiums, individuels ou collectifs, et n'obtient aucune victoire individuelle.

### De nouveau dominante
Après une saison sans victoire, elle remporte sa première course disputée en Coupe du monde en s'imposant sur le dix kilomètres de Beitostoelen, disputé en style libre. Elle obtient son deuxième podium individuel avec une deuxième place lors du sprint libre de Davos. La semaine suivante, elle remporte un nouveau sprint, disputé en classique, à Rogla. Elle obtient le lendemain la deuxième place de la poursuite. Comme d'autres skieuses, telles que les Suédoises Charlotte Kalla et Anna Haag, l'Estonienne Kristina Šmigun et la Russe Irina Khazova, elle décide de pas disputer le Tour de ski, préférant se consacrer à la préparation aux Jeux olympiques. À Otepää, lors de la dernière épreuve de Coupe du monde qu'elle dispute avant ceux-ci, elle termine deuxième du dix kilomètres.
Elle participe pour la troisième fois à une compétition olympique lors des Jeux de Vancouver. La première course féminine, le dix kilomètres, est remportée par la Suédoise Charlotte Kalla qui devance l'Estonienne Kristina Šmigun, Marit Bjørgen terminant à la troisième place à 15,9 secondes. Cette dernière remporte son premier titre olympique en remportant le sprint, disputé en style classique. Elle devance Justyna Kowalczyk et la Slovène Petra Majdič. Lors de la course suivante, disputée en poursuite, cinq kilomètres en classique puis cinq kilomètres en style libre, elle s'échappe sur la partie de libre pour s'imposer devant la Suédoise Anna Haag et Justyna Kowalczyk. Lors du relais, où elle est associée à Skofterud, Johaug et Steira, elle se sépare rapidement de l'Italienne Sabina Valbusa pour terminer seule et remporter son troisième titre personnel, la Norvège s'imposant devant l'Allemagne et la Finlande,. La dernière course féminine de ces Jeux se dispute sur un 30 kilomètres classique. Kowalczyk et Bjørgen sont seules en tête au moment d'entamer le dernier tour de cinq kilomètres. La Polonaise tente de lâcher son adversaire dans la dernière côte mais toutes deux atteignent ensemble la dernière ligne droite où Kowalczyk s'impose finalement avec un demi-ski d'avance. La Finlandaise Aino Kaisa Saarinen termine troisième. Lors de ces jeux, une polémique l'oppose à la Polonaise : celle-ci déclare que sa rivale, sans l'apport d'un médicament pour l'asthme, ne s'imposerait pas face à elle ni face aux autres skieuses. La Norvégienne est autorisée de prendre celui-ci par la Fédération internationale de ski et l'Agence mondiale antidopage.
Après la compétition olympique, elle remporte l'ensemble des épreuves de Coupe du monde auxquelles elle participe : un quinze kilomètres poursuite et un relais à Lahti, un sprint à Drammen, le trente kilomètres et le sprint d'Oslo, puis les finales de la Coupe du monde disputées à Falun. Elle est devancée par Justyna Kowalczyk au classement général de la Coupe du monde.
Après avoir remporté la première épreuve de Coupe du monde, un dix kilomètres libre à Gällivare, elle remporte la première édition du Nordic Opening, nouvelle épreuve organisée par la Fédération internationale de ski, sous la forme d'un mini-tour composé de trois étapes, dont elle remporte les deux premières. Elle continue de dominer la saison en remportant trois autres victoires, deux à Davos et le quinze kilomètres libre départ en ligne de La Clusaz. Elle ne dispute pas le tour de ski pour se préparer pour les mondiaux d'Oslo. Après celui-ci, et avant les mondiaux, elle remporte deux nouvelles courses, les dix kilomètres classiques de Otepää et Drammen.

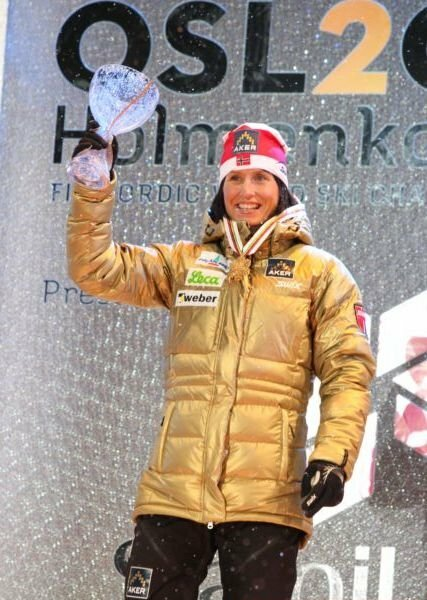
Marit Bjørgen, victorieuse de la poursuite des mondiaux d'Oslo.

Elle entame les mondiaux, disputés à domicile à Oslo-Holmenkollen par une victoire sur l'épreuve du sprint, devant l'Italienne Arianna Follis et la Slovène Petra Majdič. À cette occasion, elle remporte son cinquième titre mondial, mais également la centième médaille d'or d'un représentant de l'équipe norvégienne lors de l'histoire des mondiaux de ski nordique,. Deux jours plus tard, lors de la poursuite, elle s'impose face à la Polonaise Justyna Kowalczyk et une autre Norvégienne Therese Johaug. Le dix kilomètres disputé en style classique voit les deux premières de la course précédente terminer dans le même ordre, la Finlandaise Aino Kaisa Saarinen prenant la troisième place. Elle décide ensuite de ne pas participer au Team Sprint pour se concentrer sur les deux dernières épreuves de la compétition. Après avoir remporté un quatrième titre, avec le relais norvégien, également composé de Vibeke Skofterud, Therese Johaug et Kristin Steira, elle est privée d'un cinquième titre, en autant d'épreuve disputée, par sa compatriote Therese Johaug qui remporte le 30 kilomètres libre devant Bjørgen.
Peu après ces mondiaux, elle rejoint Elena Välbe, qui détient le record de victoires en Coupe du monde avec quarante-cinq. Elle termine sa saison en remportant deux des quatre épreuves disputées dans le cadre des finales de la coupe du monde, à Falun, notamment la troisième disputée sur un dix kilomètres poursuite où elle s'assure pratiquement de la victoire finale avant la dernière épreuve, un dix kilomètres libre avec handicap. Cette quarante-sixième victoire en Coupe du monde lui permet de devancer Välbe, mais également de rejoindre Bjørn Dæhlie en tête du classement de nombre de victoires en Coupe du monde, hommes ou femmes confondus. Elle termine finalement deuxième du classement général de la Coupe du monde derrière Justyna Kowalczyk, celle-ci la devançant sur le classement des courses de distance, Bjørgen terminant également quatrième du classement des sprints.
Elle entame sa saison 2011-2012 comme la saison précédente en s'imposant lors de la première course, puis lors du Nordic Opening et ensuite le quinze kilomètres libre de Davos. Cette saison ne comptant pas de compétitions majeures telles que les Jeux olympiques ou des championnats du monde, le Tour de ski 2011-2012, qu'elle n'a encore jamais gagné, est l'objectif majeur de sa saison. Lors des trois premières courses de celui-ci, elle est devancée par Justyna Kowalczyk. Marit Bjørgen remporte les quatre courses suivantes, dont le quinze kilomètres libre. La Polonaise reprend la tête du classement de ce tour en s'imposant ensuite sur le dix kilomètres classique départ en ligne, remportant finalement l'épreuve en terminant avec le deuxième temps derrière Therese Johaug lors de la dernière course. Marit Bjørgen, termine finalement deuxième du Tour.
Après deux deuxièmes places à Otepää, elle renoue avec la victoire à Rybinsk, lors du dix kilomètres libre, puis termine troisième du skiathlon. Elle remporte deux nouvelles victoires à Nove Mesto na Morave, sur un quinze kilomètres classique en mass-start, puis avec le relais norvégien. Après une vingt-deuxième place en sprint, elle termine deuxième d'un dix kilomètres classique. À Lahti, elle termine deuxième du skiathlon puis remporte le sprint classique. Elle remporte la course suivante, un nouveau sprint classique, puis le trente kilomètres classique mass-start d'Oslo. Elle s'assure de remporter sa troisième Coupe du monde générale en remportant sa cinquante-cinquième victoire en Coupe du monde lors des finales de la Coupe du monde de Falun, où elle remporte les deux premières des trois courses de ce mini-tour,.
Avant le début de la saison 2012-2013, Bjørgen reçoit le titre de la sportive préférée des Norvégiens devant Therese Johaug et Petter Northug. Annoncée comme favorite à sa propre succession en Coupe du monde, elle effectue un début de saison idéal en remportant lors de l'ouverture de la Coupe du monde le dix kilomètres de Gaellivare, son cinquante-sixième succès en Coupe du monde devant Johaug et Kikkan Randall. Nation numéro un de ski de fond, la Norvège remporte derrière le relais quatre fois cinq kilomètres de Gällivare où Bjørgen est la dernière relayeuse (elle est accompagnée de Johaug, Vibeke Skofterud et Martine Ek Hagen), il s'agit de la cinquième victoire d'affilée du relais norvégien à cette épreuve inscrite à la Coupe du monde (après 2004, 2006, 2008 et 2010). Vient alors le Nordic Opening 2012, la compétition, composée de trois étapes et intégrée à la Coupe du monde, débute par un sprint et un cinq kilomètres remportés par Bjørgen qui prend la tête de ce mini tour dont elle a remporté les deux premières éditions (2010 et 2011). Dans la dernière étape, elle fait le grand chelem en alignant une nouvelle victoire et s'impose dans ce mini tour devant Justyna Kowalczyk et Heidi Weng. Elle lance parfaitement sa saison en gagnant dans toutes les épreuves auxquelles elle a pris part.
En raison d'irrégularités du rythme cardiaque, elle déclare forfait pour l'édition 2013 du Tour de ski. Elle fait son retour sur la Coupe du monde en s'imposant à La Clusaz sur dix kilomètres classique avec départ en ligne, course où elle devance Johaug et Kowalczyk.

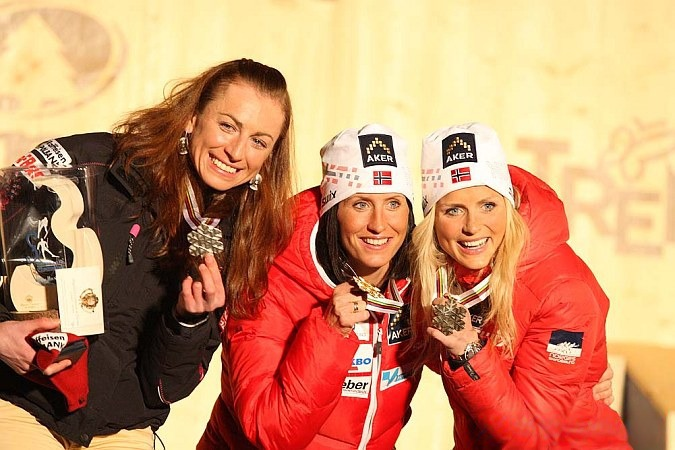
De gauche à droite, Kowalczyk, Bjørgen et Johaug sur le podium
du 30 km des mondiaux 2013.

Pour la première course des  mondiaux de Val di Fiemme, elle conserve son titre mondial du sprint en s'imposant face à la Suédoise Ida Ingemarsdotter et sa compatriote norvégienne Maiken Caspersen Falla. Elle s'impose de nouveau lors de la course suivante, sur le skiathlon, devançant ses compatriotes Therese Johaug et Heidi Weng. Johaug prive Marit Björgen d'un troisième titre en trois courses en s'imposant sur le dix kilomètres,. Lors du relais quatre fois cinq kilomètres, disputés en deux relais classique et deux relais en libre, l'équipe norvégienne composée de Heidi Weng, Therese Johaug, Kristin Størmer Steira et Marit Bjørgen remporte le titre mondial. Pour la dernière course féminine des mondiaux, Bjørgen s'impose face à la Polonaise Justyna Kowalczyk, remportant ainsi son quatrième titre lors de ces mondiaux, le douzième depuis le début de sa carrière.
Après deux deuxièmes places à Lahti, sur le sprint libre et le dix kilomètres classique, elle renoue avec la victoire lors de la deuxième course des finales de la Coupe du monde, puis remporte la course suivante, disputée en mass-start, triomphant finalement dans ce mini-tour devant Therese Johaug et Charlotte Kalla. Cela porte son nombre de victoires en Coupe du monde à cinquante-neuf, son bilan étant également de quatre-vingt-onze podiums en 186 courses. Elle termine finalement quatrième de la Coupe du monde, celle-ci étant remportée par Justyna Kowalczyk.
Éliminée dès les quarts de finale du sprint puis deuxième du dix kilomètres classique derrière Justyna Kowalczyk, elle remporte finalement le Nordic Opening, première épreuve de la Coupe du monde 2013-2014 en s'imposant lors de la poursuite, dernière épreuve de celui-ci, devançant au sprint la Suédoise Charlotte Kalla et sa compatriote Therese Johaug. Après une troisième place lors d'un dix kilomètres classique à Lillehammer derrière Justyna Kowalczyk et Charlotte Kalla, elle remporte les deux courses du week-end suivant disputées à Davos, d'abord un quinze kilomètres libre chronométré, devant Johaug et Kalla, puis un sprint, toujours en style libre, où elle s'impose de quelques centimètres face à l'Américaine Kikkan Randall. Elle est la grande favorite du Tour de ski, d'autant que la Polonaise Justyna Kowalczyk décide de ne pas participer à l'épreuve le jour du prologue, première course de la compétition, en raison du changement du programme des courses pour un manque d'enneigement. Elle répond à ces pronostics en s'imposant lors de ce prologue. Lors de la deuxième course, elle atteint la finale du sprint, terminant finalement cinquième. Lors de la course suivante, disputée également sur un sprint libre, elle est éliminée en quart de finale. Elle décide alors de mettre à un terme à sa participation au tour, gênée par des problèmes intestinaux. Elle fait son retour sur les piste de la Coupe du monde à Toblach, dernière étape avant les Jeux olympiques. Elle remporte les deux courses, un dix kilomètres classique devant Therese Johaug et Charlotte Kalla, puis le jour suivant le sprint libre devant Denise Herrmann et Ingvild Flugstad Østberg.
Pour la première épreuve de ski de fond des Jeux olympiques de Sotchi, elle remporte le skiathlon devant Charlotte Kalla et Heidi Weng dans une course où une première décision se fait lors du changement de ski à la mi-course, Justyna Kowalczyk concédant quelques secondes de retard en raison d'une légère course. Un groupe de cinq skieuses, comprenant également Therese Johaug et Aino-Kaisa Saarinen, prend la tête. Bjørgen est la seule à pouvoir suivre Charlotte Kalla lors de la dernière montée, puis elle devance ensuite la Suédoise dans le stade d'arrivée. Lors de l'épreuve du sprint, elle chute lors de sa demi-finale, dont elle termine finalement sixième et dernière. Cinquième du dix kilomètres classique, épreuve remportée par Justyna Kowalczyk devant Charlotte Kalla et Therese Johaug, elle fait partie de l'équipe norvégienne qui est la grande favorite du relais, cette nation étant détentrice du titre olympique de Vancouver et des deux derniers titres mondiaux et invaincue en Coupe du monde depuis plusieurs années. Cependant le relais norvégien, victime de gros problèmes de fartage, rate sa course et termine à la cinquième place. Lors de l'épreuve suivante, elle est associée à Ingvild Flugstad Østberg sur le sprint par équipes, les deux Norvégiennes s'imposant devant la Finlande et la Suède. Lors du trente kilomètres libre, dernière course des Jeux, elle remporte l'or devançant ses deux compatriotes Therese Johaug et Kristin Stoermer Steira, ce triplé norvégien étant le premier réalisé en ski de fond aux Jeux depuis celui-ci réalisé par les Norvégiens lors des Jeux de 1992, Vegard Ulvang l'emportant devant Bjørn Dæhlie et Terje Langli. Les trois fondeuses s'échappent avant la mi-course et ne sont plus rattrapées. Stoermer Steira est lachée dans la dernière ascension, et Bjørgen fait ensuite la différence pour s'imposer devant Johaug.
Après les Jeux, elle s'impose sur un dix kilomètres libre à Lahti, puis obtient une deuxième place à Drammen lors d'un sprint. Lors du trente kilomètres d'Oslo, elle s'échappe rapidement avec Therese Johaug, puis distance cette dernière pour s'imposer pour la quatrième fois dans cette épreuve, remportant ainsi sa soixante-sixième victoire et son centième podium individuel. Lors des Finales de Falun, sa victoire dans le sprint la rapproche de la tête du classement général de la Coupe du monde, occupée par Therese Johaug, mais, lors du skiathlon, cette dernière s'impose largement pour se donner quinze secondes d'avance avant le départ de la dernière course, un dix kilomètres disputé en course par handicap. Johaug s'impose finalement avec vingt-neuf secondes d'avance sur Bjørgen pour remporter son premier globe de cristal. Bjørgen termine deuxième du classement général et du classement des courses de distances. Elle est également troisième du classements des sprints.
Au début de la saison 2014-2015, elle continue à monter sur les podiums avec une victoire en sprint classique et une deuxième place sur le dix kilomètres classique à Kuusamo derrière sa nouvelle rivale Therese Johaug. Une semaine plus tard, lors du Nordic Opening à Lillehammer, elle gagne d'abord le sprint libre puis est deuxième du cinq kilomètres libre, qui lui procure un avantage de 32 secondes sur Therese Johaug avant le 10 kilomètres classique. Johaug rejoint Bjørgen en tête à la faveur d'une ascension en fin de course, mais Bjørgen la bat au sprint dans le stade d'arrivée et remporte donc ce mini-tour, la 68e victoire de sa carrière. Ensuite, lors des deux week-ends de course disputés à Davos, elle continue sur sa lancée en remportant un sprint libre et le 10 km libre. Arrivée au Tour de ski avec une avance importante au classement général de la Coupe du monde, elle s'adjuge les trois premières étapes (prologue, poursuite 10 km classique et sprint libre). Elle étend son avantage sur la deuxième Heidi Weng à plus d'une minute, et Therese Johaug à deux minutes. Son Tour de ski se poursuit de la même manière avec deux nouvelles victoires d'étapes avant de réussir à conserver son avance lors de l'ultime course, la montée de l'Alpe Cermis. Elle remporte donc le Tour de ski 2014-2015, sa première victoire dans cette course par étapes et possède désormais tous les titres majeurs actuels du ski de fond. De retour en Coupe du monde à Östersund, elle assure le gain de son quatrième gros globe de cristal avec une victoire en sprint classique et une deuxième place au dix kilomètres libre. Une semaine plus tard, elle entame les Championnats du monde de Falun en conservant son titre en sprint classique. Sixième du skiathlon, épreuve remportée par sa compatriote Therese Johaug, puis 31e du 10 km libre, remporté par Charlotte Kalla, elle remporte avec la sélection norvégienne le relais, son quatorzième titre mondial, ce qui lui permet alors d'égaler Elena Välbe. Lors de la dernière épreuve féminine de cette édition, elle termine deuxième du 30 km classique derrière Johaug.

### Pause pour maternité et retour triomphant
Après une absence lors de la saison 2015-2016 afin de mettre au monde un enfant, elle reprend l'entrainement en mars 2016, avant de se blesser à la hanche. Elle retrouve la compétition lors de la saison 2016-2017 où elle renoue avec la victoire dès de la première course longue distance, un dix kilomètres classique disputé à Ruka/Kuusamo en Finlande.
Elle enchaine par le du mini-Tour de Lillehammer où elle termine l'une des étapes sur le podium, le cinq kilomètres libre, derrière l'Américaine Jessica Diggins et sa compatriote Heidi Weng, cette dernière remportant le mini-tour Bjørgen finissant quatrième du classement général. Non présente à Davos, elle dispute le dix kilomètres libre mass-start de La Clusaz où elle termine deuxième, devancée par Weng. Le lendemain, elle remporte le relais quatre fois cinq kilomètres au sein d'une équipe également composée d'Ingvild Flugstad Østberg, Ragnhild Haga et Heidi Weng. Faisant des mondiaux de Lahti son principal objectif de la saison, elle renonce à disputer le tour de ski. Elle fait son retour sur le circuit de la coupe du monde à Ulricehamn où elle remporte le dix kilomètres libre, puis le relais, avec Ingvild Flugstad Østberg, Heidi Weng et Astrid Uhrenholdt Jacobsen. La semaine suivante, elle échoue en demi-finale du sprint libre après avoir réalisé le meilleur temps des qualifications, puis remporte le quinze kilomètres classique mass-start devant Ingvild Flugstad Østberg. Après deux victoires dans des courses du championnat de Norvège, elle participe à la dernière étape avant les mondiaux, à Otepää, où elle termine quatorzième du sprint avant de s'imposer sur le dix kilomètres classique, devant Charlotte Kalla.
Elle commence ses championnats du monde de Lahti par une élimination en quart de finale du sprint libre. Lors du skiathlon, elle s'échappe en compagnie de la Finlandaise Krista Pärmäkoski à l'entame du parcours en style libre, avant de la lacher à un kilomètres de l'arrivée. Lors du dix kilomètres classique, elle devance Charlotte Kalla de 41 secondes pour remporter son seizième titre mondial. Elle est ensuite alignée en tant que dernière relayeuse de l'équipe norvégienne, derrière Maiken Caspersen Falla et Heidi Weng en style classique, et Astrid Jacobsen qui fait la différence en style libre. La Norvège l'emporte devant la Suède et la Finlande. Sur le trente kilomètres, dans une course où un groupe d'une dizaine de concurrentes entame le dernier tour, elle fait la différence dans les derniers instants, devançant trois autres Norvégiennes, Heidi Weng, Astrid Jacobsen et Ragnhild Haga. Elle remporte ainsi son dix-huitième titre mondial, le quatrième lors de ces mondiaux.
Juste une semaine après les Mondiaux, elle met à mal la concurrencer sur sa course nationale, le trente kilomètres classique, disputé cette année en style classique, puisque gagnant avec une marge de plus de deux minutes, après une longue échappée en solitaire.
Elle finit l'hiver par une cinquième victoires aux Finales, qui ont lieu cet hiver à Québec.

### 2018: record de médailles aux Jeux olympiques et retraite sportive
En février 2018, Marit Bjørgen est en compétition pour ses cinquièmes Jeux olympiques à Pyeongchang. Elle y entame avec une médaille d'argent sur le skiathlon derrière Charlotte Kalla, qui lui permet de devenir l'ahlète féminine la plus médaillée aux Jeux d'hiver devant Stefania Belmondo et Raisa Smetanina. Bronzée sur le dix kilomètres libre, elle accompagne Kalla sur le podium, mais c'est sa compatriote Ragnhild Haga qui la devance de 30 secondes. Sur le relais, elle permet aux Norvégiennes en gagnant son duel contre la Suédoise Anna Haag de reprendre le titre olympique perdu en 2014. Sur le sprint par équipes en style libre, elle est associée à Maiken Caspersen Falla, avec qui elle décrcohe une médaille de bronze. Pour son ultime course aux Jeux olympiques, le trente kilomètres classique, elle impose un rythme rapidement impissible pour ses adversaires et gagne avec une avance rare d'une minute et cinquante secondes sur la deuxième Parmakoski, qui lui apporte son huitième titre et sa quinzième médaille, un record aux Jeux olympiques d'hiver (hommes et femmes confondus).
De retour sur la Coupe du monde, elle prend la troisième place au dix kilomètres classique de Lahti, avant de se montrer à Holmenkollen, devant son public norvégien, où elle décroche son septième succès sur le trente kilomètres (libre) devant Jessica Diggins, après avoir remonté un retard de trente secondes à dix kilomètres du but..
En mars 2018, elle fait ses adieux aux compétitions internationales de la meilleure des manières en remportant les Finales de Falun pour la sixième fois.
Elle dispute ses dernières courses aux Championnats de Norvège, où elle remporte le titre sur le cinq kilomètres.

## Vie privée
Son partenaire est le coureur du combiné nordique Fred Børre Lundberg depuis 2005. Elle donne naissance a un fils nommé Marius en 2015.

## Palmarès

### Jeux olympiques d'hiver
Marit Bjørgen, avec quinze médailles olympiques et huit titres, est la meilleure sportive de l'histoire des Jeux olympiques d'hiver : elle est celle qui détient le plus de médailles hommes et femmes confondus, et ces huit titres constituent également le record du nombre de titres pour une femme. Björgen égale au passage ses compatriotes, le biathlète Ole Einar Bjørndalen et le fondeur Bjørn Dæhlie, pour le record du nombre de titres avec 8 médailles d’or.
Ses huit titres ont été remportés lors de sa troisième participation en 2010 sur les épreuves du sprint, de la poursuite et du relais, en 2014 sur le skiathlon, le sprint par équipe et le 30 km, et en 2018 sur le 30 km et au relais. Ses sept autres médailles sont quatre en argent avec le relais en 2002, le 10 km en 2006, le 30 km en 2010 et le 15 km skiathlon en 2018, et trois en bronze lors du 10 km en 2010 et 2018 et du sprint par équipe en 2018.
Marit Bjørgen est l'athlète ayant remporté le plus de médailles lors des Jeux olympiques de 2010 et des Jeux olympiques de 2018.
| Épreuve / Édition      | Sprint                           | Sprint                           | 10 km                               | 10 km                              | Poursuite / Skiathlon 2 × 7,5 km   | 30 km                              | Relais                              | Relais                             |
| Épreuve / Édition      | libre                            | classique                        | libre                               | classique                          | Poursuite / Skiathlon 2 × 7,5 km   | 30 km                              | Sprint                              | 4 × 5 km                           |
| JO 2002 Salt Lake City | —                                | Épreuve inexistante à cette date | 50e                                 | —                                  | Épreuve inexistante à cette date   | 14e                                | Épreuve inexistante à cette date    | Médaille d'argent, Jeux olympiques |
| JO 2006 Turin          | 18e                              | Épreuve inexistante à cette date | Épreuve inexistante à cette date    | Médaille d'argent, Jeux olympiques | Abandon                            | —                                  | 4e                                  | 5e                                 |
| JO 2010 Vancouver      | Épreuve inexistante à cette date | Médaille d'or, Jeux olympiques   | Médaille de bronze, Jeux olympiques | Épreuve inexistante à cette date   | Médaille d'or, Jeux olympiques     | Médaille d'argent, Jeux olympiques | —                                   | Médaille d'or, Jeux olympiques     |
| JO 2014 Sotchi         | 11e                              | Épreuve inexistante à cette date | Épreuve inexistante à cette date    | 5e                                 | Médaille d'or, Jeux olympiques     | Médaille d'or, Jeux olympiques     | Médaille d'or, Jeux olympiques      | 5e                                 |
| JO 2018 Pyeongchang    | Épreuve inexistante à cette date | —                                | Médaille de bronze, Jeux olympiques | Épreuve inexistante à cette date   | Médaille d'argent, Jeux olympiques | Médaille d'or, Jeux olympiques     | Médaille de bronze, Jeux olympiques | Médaille d'or, Jeux olympiques     |

Légende :
- : première place, médaille d'or
- : deuxième place, médaille d'argent
- : troisième place, médaille de bronze
- : pas d'épreuve
- — : Non disputée par Bjørgen

### Championnats du monde
Marit Bjørgen a remporté un titre mondial dans chacune des épreuves des Championnats du monde. Elle a remporté des médailles dans sept des neuf éditions qu'elle dispute. Elle compte vingt-six médailles dont dix-huit titres (quatre en sprint, deux sur le dix kilomètres, trois en poursuite, renommé skiathlon depuis 2013, tois sur le trente kilomètres, un en sprint par équipes et enfin cinq en relais). Lors des deux éditions successives de 2011 et 2013, elle remporte quatre titres et une médaille d'argent, remportant ainsi une médaille dans chacune des épreuves auxquelles elle est alignée. Avec son titre du skiathlon en 2017, elle devient avec quinze médailles d'or la fondeuse la plus titrée en championnat du monde, devant les quatorze titres d'Elena Välbe. Elle remporte un seizième titre en s'imposant sur le dix kilomètres classique lors de cette édition, puis deux nouveaux titres, avec le relais quatre fois cinq kilomètres et enfin le trente kilomètres libre.
| Épreuve / Édition           | Sprint                           | Sprint                           | 10 km                            | 10 km                            | Poursuite / Skiathlon 2 × 7,5 km | 30 km                    | Relais                    | Relais                    |
| Épreuve / Édition           | libre                            | classique                        | libre                            | classique                        | Poursuite / Skiathlon 2 × 7,5 km | 30 km                    | Sprint                    | 4 × 5km                   |
| Mondiaux 2001 Lahti         | —                                | Épreuve inexistante à cette date | Épreuve inexistante à cette date | 24e                              | 19e                              | —                        | —                         | —                         |
| Mondiaux 2003 Val di Fiemme | Médaille d'or, monde             | Épreuve inexistante à cette date | Épreuve inexistante à cette date | 24e                              | —                                | —                        | —                         | Médaille d'argent, monde  |
| Mondiaux 2005 Oberstdorf    | Épreuve inexistante à cette date | 16e                              | Médaille de bronze, monde        | Épreuve inexistante à cette date | Médaille d'argent, monde         | Médaille d'or, monde     | Médaille d'or, monde      | Médaille d'or, monde      |
| Mondiaux 2007 Sapporo       | Épreuve inexistante à cette date | 10e                              | 22e                              | Épreuve inexistante à cette date | 12e                              | 9e                       | Médaille de bronze, monde | Médaille de bronze, monde |
| Mondiaux 2009 Liberec       | 9e                               | Épreuve inexistante à cette date | Épreuve inexistante à cette date | 16e                              | 19e                              | —                        | —                         | 4e                        |
| Mondiaux 2011 Oslo          | Médaille d'or, monde             | Épreuve inexistante à cette date | Épreuve inexistante à cette date | Médaille d'or, monde             | Médaille d'or, monde             | Médaille d'argent, monde | —                         | Médaille d'or, monde      |
| Mondiaux 2013 Val di Fiemme | Épreuve inexistante à cette date | Médaille d'or, monde             | Médaille d'argent, monde         | Épreuve inexistante à cette date | Médaille d'or, monde             | Médaille d'or, monde     | —                         | Médaille d'or, monde      |
| Mondiaux 2015 Falun         | Épreuve inexistante à cette date | Médaille d'or, monde             | 31e                              | Épreuve inexistante à cette date | 6e                               | Médaille d'argent, monde | —                         | Médaille d'or, monde      |
| Mondiaux 2017 Lahti         | 16e                              | Épreuve inexistante à cette date | Épreuve inexistante à cette date | Médaille d'or, monde             | Médaille d'or, monde             | Médaille d'or, monde     | —                         | Médaille d'or, monde      |

Légende :
- : première place, médaille d'or
- : deuxième place, médaille d'argent
- : troisième place, médaille de bronze
- : pas d'épreuve
- — : Non disputée par Bjørgen

### Coupe du monde
- 4 gros globes de cristal en 2005, 2006, 2012 et 2015.
- 8 petits globes de cristal :
  - Vainqueur du classement du sprint en 2003, 2004, 2005, 2006 et 2015.
  - Vainqueur du classement de la distance en 2005, 2012 et 2015.
- 163 podiums : 
  - 126 podiums en épreuve individuelle : 84 victoires, 28 deuxièmes places et 14 troisièmes places.
  - 37 podiums en épreuve par équipes : 30 victoires, 5 deuxièmes places et 2 troisièmes places.
- 58 podiums d'étape dans les mini-tours et le Tour de ski, dont 30 victoires.

#### Différents classements en Coupe du monde
Marit Bjørgen remporte le gros globe de cristal à quatre reprises en 2005, 2006, 2012 et  2015, auxquels s'ajoutent huit petits globes de cristal, cinq en sprint et trois en distance. Dans les circuits intégrés à la Coupe du monde, elle remporte à six reprises les Finales de la Coupe du monde, lors des quatre éditions successives de 2010 à 2013 et en 2017 et 2018, le Nordic Opening, lors des cinq éditions de 2010 à 2015. Après deux podiums en 2007 et 2012, elle parvient à remporter le Tour de ski lors de l'édition de 2015.
| Saison / Épreuve | Saison / Épreuve | Général | Général | Distance | Distance | Sprint | Sprint | Tour de ski depuis 2007          | Finales depuis 2008              | Nordic Opening depuis 2011       |
| ---------------- | ---------------- | ------- | ------- | -------- | -------- | ------ | ------ | -------------------------------- | -------------------------------- | -------------------------------- |
| Saison / Épreuve | Saison / Épreuve | Class.  | Points  | Class.   | Points   | Class. | Points | Tour de ski depuis 2007          | Finales depuis 2008              | Nordic Opening depuis 2011       |
| 2001             | 2001             | 53e     | 55      | —        | —        | 48e    | 19     | Épreuve inexistante à cette date | Épreuve inexistante à cette date | Épreuve inexistante à cette date |
| 2002             | 2002             | 32e     | 131     | —        | —        | 36e    | 44     | Épreuve inexistante à cette date | Épreuve inexistante à cette date | Épreuve inexistante à cette date |
| 2003             | 2003             | 6e      | 508     | —        | —        | 1re    | 485    | Épreuve inexistante à cette date | Épreuve inexistante à cette date | Épreuve inexistante à cette date |
| 2004             | 2004             | 2e      | 1139    | 11e      | 394      | 1re    | 745    | Épreuve inexistante à cette date | Épreuve inexistante à cette date | Épreuve inexistante à cette date |
| 2005             | 2005             | 1re     | 1320    | 1re      | 740      | 1re    | 625    | Épreuve inexistante à cette date | Épreuve inexistante à cette date | Épreuve inexistante à cette date |
| 2006             | 2006             | 1re     | 1036    | 4e       | 642      | 1re    | 394    | Épreuve inexistante à cette date | Épreuve inexistante à cette date | Épreuve inexistante à cette date |
| 2007             | 2007             | 2e      | 941     | 4e       | 405      | 6e     | 216    | 2e                               | Épreuve inexistante à cette date | Épreuve inexistante à cette date |
| 2008             | 2008             | 11e     | 690     | 6e       | 502      | 16e    | 188    | Abandon                          | 6e                               | Épreuve inexistante à cette date |
| 2009             | 2009             | 10e     | 1036    | 9e       | 436      | 14e    | 147    | 10e                              | 20e                              | Épreuve inexistante à cette date |
| 2010             | 2010             | 2e      | 1320    | 2e       | 636      | 2e     | 484    | —                                | 1re                              | Épreuve inexistante à cette date |
| 2011             | 2011             | 2e      | 1578    | 2e       | 775      | 4e     | 403    | —                                | 1re                              | 1re                              |
| 2012             | 2012             | 1re     | 2689    | 1re      | 1448     | 3e     | 521    | 2e                               | 1re                              | 1re                              |
| 2013             | 2013             | 4e      | 1148    | 6e       | 492      | 7e     | 256    | —                                | 1re                              | 1re                              |
| 2014             | 2014             | 2e      | 1498    | 2e       | 705      | 3e     | 433    | Abandon                          | 2e                               | 1re                              |
| 2015             | 2015             | 1re     | 2172    | 1re      | 962      | 1re    | 610    | 1re                              | Épreuve inexistante à cette date | 1re                              |
| 2017             | 2017             | 5e      | 1307    | 2e       | 854      | 15e    | 153    | —                                | 1re                              | 4e                               |
| 2018             | 2018             | 5e      | 1078    | 5e       | 636      | 26e    | 82     | —                                | 1re                              | 2e                               |

Légende :
- — : Épreuve non disputée par Bjørgen
- : pas d'épreuve

#### Détail des victoires
Marit Bjørgen compte cent-quatorze victoires individuelles en Coupe du monde (en comptant les victoires d'étape), ce qui constitue un record. Parmi ses victoires les plus prestigieuses, elle s'est imposée notamment lors des Finales de la Coupe du monde, lors du Nordic Opening, lors du Tour de ski, le 30 km d'Oslo, course où elle est la détentrice du nombre de victoires avec sept, en 2005, 2010 et 2012, 2014, 2015, 2017 et 2018.
| Épreuve / Édition | Sprint                               | Sprint                          | 10 km            | 10 km                  | Poursuite 2 × 7,5 km | 15 km            | 15 km     | 30 km | Tour de ski ou Finales ou Nordic Opening |
| Épreuve / Édition | libre                                | classique                       | libre            | classique              | Poursuite 2 × 7,5 km | libre            | classique | 30 km | Tour de ski ou Finales ou Nordic Opening |
| 2002-2003         | Düsseldorf Clusone Reit im Winkl     |                                 |                  |                        |                      |                  |           |       |                                          |
| 2003-2004         | Nove Mesto Trondheim Lahti Pragelato | Val di Fiemme Stockholm Drammen |                  |                        |                      |                  |           |       |                                          |
| 2004-2005         | Düsseldorf Berne Nove Mesto Göteborg | Asiago                          |                  | Gällivare Otepää       | Tesero               | Falun            |           | Oslo  |                                          |
| 2005-2006         | Düsseldorf Changchun                 |                                 |                  | Beitostoelen Kuusamo   | Vernon               |                  |           | Mora  |                                          |
| 2006-2007         | Düsseldorf                           |                                 |                  |                        | Falun                |                  |           |       |                                          |
| 2007-2008         |                                      |                                 | Beitostoelen     | Kuusamo                |                      |                  |           |       |                                          |
| 2008-2009         |                                      |                                 |                  |                        |                      |                  |           |       |                                          |
| 2009-2010         | Oslo                                 | Rogla Drammen                   | Beitostoelen     |                        | Lahti                |                  |           | Oslo  | Finales                                  |
| 2010-2011         | Davos                                | Lahti                           | Gällivare        | Davos Otepää Drammen   |                      | La Clusaz        |           |       | Nordic Opening Finales                   |
| 2011-2012         |                                      | Lahti Drammen                   | Sjusjøen Rybinsk |                        |                      | Davos Nove Mesto |           | Oslo  | Nordic Opening Finales                   |
| 2012-2013         |                                      |                                 | Gällivare        | La Clusaz              |                      |                  |           |       | Nordic Opening Finales                   |
| 2013-2014         | Davos Toblach                        |                                 | Toblach Lahti    |                        |                      | Davos            |           | Oslo  | Nordic Opening                           |
| 2014-2015         | Lahti                                | Kuusamo Östersund               | Davos            | Lahti                  |                      |                  |           | Oslo  | Nordic Opening Tour de ski               |
| 2016-2017         |                                      |                                 |                  | Ruka Ulricehamn Otepää |                      | Falun            |           | Oslo  | Finales                                  |
| 2017-2018         |                                      |                                 |                  | Ruka Toblach           |                      |                  |           | Oslo  |                                          |

##### Victoires
Elle compte par ailleurs trente victoires dans des courses de mini-tour : neuf sur le Nordic Opening, onze sur le Tour de ski et dix lors des Finales.
| Date              | Lieu                       | Pays      | Compétition      | Discipline  |
| ----------------- | -------------------------- | --------- | ---------------- | ----------- |
| 31 décembre 2006  | Monaco di Baviera          | Allemagne | Tour de Ski      | Sprint TL   |
| 20 mars 2010      | Falun                      | Suède     | Finales          | 10 km PU    |
| 26 novembre 2010  | Kuusamo                    | Finlande  | Nordic Opening   | Sprint TC   |
| 27 novembre 2010  | Kuusamo                    | Finlande  | Nordic Opening   | 5 km TC     |
| 18 mars 2011      | Falun                      | Suède     | Finales          | 2,5 km TC   |
| 19 mars 2011      | Falun                      | Suède     | Finales          | 10 km PU    |
| 25 novembre 2011  | Kuusamo                    | Finlande  | Nordic Opening   | Sprint TC   |
| 26 novembre 2011  | Kuusamo                    | Finlande  | Nordic Opening   | 5 km TL     |
| 1er janvier 2012  | Oberstdorf                 | Allemagne | Tour de Ski      | 10 km PU    |
| 3 janvier 2012    | Dobbiaco                   | Italie    | Tour de Ski      | 3 km TC     |
| 4 janvier 2012    | Dobbiaco                   | Italie    | Tour de Ski      | Sprint TL   |
| 5 janvier 2012    | Cortina d'Ampezzo/Dobbiaco | Italie    | Tour de Ski      | 15 km TL HS |
| 14 mars 2012      | Stoccolma                  | Suède     | Finali           | Sprint TC   |
| 16 mars 2012      | Falun                      | Suède     | Finales          | 2,5 km TL   |
| 30 novembre 2012  | Kuusamo                    | Finlande  | Nordic Opening   | Sprint TC   |
| 1er décembre 2012 | Kuusamo                    | Finlande  | Nordic Opening   | 5 km TL     |
| 2 décembre 2012   | Kuusamo                    | Finlande  | [lNordic Opening | 10 km TC HS |
| 22 mars 2013      | Falun                      | Suède     | Finaled          | 2,5 km TL   |
| 23 mars 2013      | Falun                      | Suède     | Finales          | 10 km TC MS |
| 28 décembre 2013  | Oberhof                    | Allemagne | Tour de Ski      | 3 km TL     |
| 14 mars 2014      | Falun                      | Suède     | Finales          | Sprint TC   |
| 5 décembre 2014   | Lillehammer                | Norvège   | Nordic Opening   | Sprint TL   |
| 3 janvier 2015    | Oberstdorf                 | Allemagne | Tour de Ski      | 3 km TL     |
| 4 janvier 2015    | Oberstdorf                 | Allemagne | Tour de Ski      | 10 km TC H  |
| 6 janvier 2015    | Val Müstair                | Suisse    | Tour de Ski      | Sprint TL   |
| 7 janvier 2015    | Dobbiaco                   | Italie    | Tour de Ski      | 5 km TC     |
| 8 janvier 2015    | Dobbiaco                   | Italie    | Tour de Ski      | 15 km TL H  |
| 18 mars 2017      | Québec                     | Canada    | Finales          | 10 km TC MS |
| 19 mars 2017      | Québec                     | Canada    | Finales          | 10 km TL H  |
| 25 novembre 2017  | Kuusamo                    | Finlande  | Ruka Triple      | 10 km TC    |

Légende :

MS = départ en masse

H = départ avec handicap

TC = classique

TL = libre

### Championnats du monde junior
En deux participations aux Championnats du monde juniors, Marit Bjørgen n'a remporté aucune médaille, son meilleur résultat est une 8e place sur le 5 km en style classique en 1999 à Saalfelden.
| Épreuve / Édition           | Sprint                           | Sprint                           | 5 km                             | 5 km                             | Poursuite 2 × 5 km               | Relais                           |
| Épreuve / Édition           | libre                            | classique                        | libre                            | classique                        | Poursuite 2 × 5 km               | Relais                           |
| Mondiaux 1999 Saalfelden    | Épreuve inexistante à cette date | Épreuve inexistante à cette date | Épreuve inexistante à cette date | 8e                               | Épreuve inexistante à cette date | Épreuve inexistante à cette date |
| Mondiaux 2000 Strbske Pleso | 21e                              | Épreuve inexistante à cette date | 37e                              | Épreuve inexistante à cette date | Épreuve inexistante à cette date | Épreuve inexistante à cette date |

### Championnats de Norvège
- 5 titres en sprint : 2005, 2006, 2010, 2011 et 2018.
- 3 titres en dix kilomètres classique : 2006, 2011 et 2017.
- 3 titres en dix kilomètres libre : 2007, 2013 et 2018.
- 6 titres en skiathlon : 2007, 2008, 2011, 2013, 2017 et 2018.
- 2 titres en trente kilomètres libre : 2011 et 2014.
- 2 titres en trente kilomètres classique : 2012 et 2017.
- 1 titre en cinq kilomètres libre en 2017.
- 1 titre en cinq kilomètres classique en 2018.

### Autres victoires ou distinctions
Elle est élue sportive norvégienne de l'année en 2005. En 2010, on lui a attribué le prix Fearnley olympique pour ses performances lors des Jeux Olympiques d'hiver ainsi que la Médaille Holmenkollen pour ses performances réalisées à Holmenkollen et l'ensemble de sa carrière. En 2011, elle est désignée athlète féminine de l'année par l''International Sports Press Association (AIPS).
Classée 4ème au trophée championne des championnes monde dans le journal « l’équipe » en 2018